# کامپوزیت های سیمانی تقویت شده با الیاف با کارایی بالا
کامپوزیت های سیمانی تقویت شده با الیاف با کارایی بالا (HPFRCCs) گروهی از کامپوزیت های مبتنی بر سیمان تقویت شده با الیاف هستند که دارای توانایی منحصر به فرد برای خم شدن و خود استحکام بخشی قبل از شکستگی هستند. این دسته خاص از بتن با هدف حل مشکلات ساختاری ذاتی بتن معمولی امروزی، مانند تمایل به شکست به شکلی شکننده تحت بارگذاری بیش از حد و عدم دوام طولانی مدت آن، توسعه یافته است. به دلیل طراحی و ترکیب خود، HPFRCC ها دارای توانایی قابل توجهی برای تسلیم پلاستیک و سخت شدن تحت بارگذاری بیش از حد هستند، به طوری که قبل از شکستگی خم می شوند یا تغییر شکل می دهند، رفتاری مشابه رفتاری که اکثر فلزات تحت تنش های کششی یا خمشی نشان می دهند. به دلیل این قابلیت، HPFRCC ها در برابر ترک خوردگی مقاوم تر هستند و به طور قابل توجهی بیشتر از بتن معمولی دوام می آورند. یکی دیگر از ویژگی های بسیار مطلوب HPFRCC ها چگالی کم آنهاست. متریال کم‌تر و در نتیجه سبک‌تر به این معنی است که HPFRCCها در نهایت می‌توانند به انرژی بسیار کمتری برای تولید و پردازش نیاز داشته باشند و آنها را مصالح ساختمانی اقتصادی‌تری تلقی کند. به دلیل ترکیب سبک وزن HPFRCC و توانایی سخت شدن کرنش، پیشنهاد شده است که آنها در نهایت می توانند جایگزین بادوام و کارآمدتری برای بتن معمولی شوند.
HPFRCCها صرفاً زیرمجموعه‌ای از کامپوزیت‌های سیمانی تقویت‌شده با الیاف انعطاف‌پذیر (DFRCCs) هستند که دارای قابلیت سخت شدن کرنشی تحت بارهای خمشی و کششی هستند و نباید با سایر DFRCC‌هایی که فقط تحت بارهای خمشی سخت می‌شوند، اشتباه گرفته شوند.

## ترکیب
از آنجا که چندین فرمول خاص در کلاس HPFRCC گنجانده شده است، ترکیبات فیزیکی آنها به طور قابل توجهی متفاوت است. با این حال، اکثر HPFRCC ها حداقل شامل مواد زیر هستند: سنگدانه های ریز، یک فوق روان کننده، الیاف پلیمری یا فلزی، سیمان و آب. بنابراین تفاوت اصلی بین HPFRCC و ترکیب بتن معمولی در عدم وجود سنگدانه های درشت در HPFRCC نهفته است. به طور معمول، سنگدانه های ریز مانند ماسه سیلیس در HPFRCC ها استفاده می شود.

## خواص مواد
سخت شدن کرنش به عنوان مطلوب‌ترین قابلیت HPFRCCها، زمانی اتفاق می‌افتد که یک ماده از حد الاستیک خود گذشته باشد و شروع به تغییر شکل پلاستیکی کند. این عمل کشش یا "کرنش کردن" در واقع ماده را تقویت می کند. این پدیده از طریق ایجاد ترک‌های میکروسکوپی متعدد، برخلاف رفتار نرم‌شونده تک ترک/کرنش ها که در بتن‌های متداول تقویت‌شده با الیاف دیده می شود، امکان‌پذیر می‌شود. این پدیده در HPFRCC ها به دلیل لغزش چندین الیاف از کنار یکدیگر رخ می دهد.
یکی از جنبه های طراحی HPFRCC شامل جلوگیری از انتشار ترک یا تمایل ترک به افزایش طول است که در نهایت منجر به شکستگی مواد می شود.وجود پل فیبرمانع این اتفاق  شده است ، خاصیتی که بیشتر HPFRCC ها به طور خاص برای داشتن آن طراحی شده اند. پل زدن فیبر عمل چندین الیاف است که در تلاش برای جلوگیری از ایجاد شکاف بیشتر ، نیرویی را در سراسر عرض یک ترک اعمال می کند. این توانایی همان چیزی است که به بتن قابل خم شدن خصوصیات انعطاف پذیری می دهد.
در  جدول زیر برخی  از خصوصیات مکانیکی اساسی ECC یا کامپوزیت سیمان مهندسی شده ، یک فرمول خاص HPFRCC ، که در دانشگاه میشیگان تهیه شده  ذکر شده است. این اطلاعات در مقاله ویکتور C. لی در (ECC)- کامپوزیت های متناسب از طریق مدل سازی میکرومکانیکی موجود است.اولین ویژگی ذکر شده ، مقاومت کششی نهایی 4.6 مگاپاسکال ، کمی بزرگتر از مقاومت کششی پذیرفته شده بتن های تقویت شده با فیبر استاندارد است ، (4.3 مگاپاسکال). قابل توجه تر ، با این حال ، مقدار بسیار بالایی از فشار نهایی 5.6 ٪ در مقایسه با بیشتر مقادیر کرنش نهایی FRC ها دربازه  چند صد درصد  است. اولین تنش ترک و مقادیر کرنش ترک اول در مقایسه با بتن طبیعی به طور قابل توجهی کم است ، هر دو نتیجه پدیده ترک چندگانه مرتبط با HPFRCCS هاست.
| خواص مواد ECC            |                |
| ------------------------ | -------------- |
| استحکام کششی نهایی (sCU) | 4.6 مگاپاسکال  |
| کرنش نهایی (eCU)         | 5.6 %          |
| استرس ترک اول (σfc)      | 2.5 مگاپاسکال  |
| کرنش اول ترک (εfc)       | 021 %          |
| مدول الاستیسیته (E)      | 22 گیگا پاسکال |

## متدلوژی طراحی
اساس طراحی مهندسی HPFRCCهای مختلف علیرغم ترکیبات مشابه آنها به طور قابل توجهی متفاوت است. به عنوان مثال، طراحی یک نوع HPFRCC به نام ECC از اصول میکرومکانیک نشات می‌گیرد. این زمینه مطالعه به بهترین وجه به عنوان ارتباط خواص مکانیکی ماکروسکوپی با ریزساختار کامپوزیت توصیف می‌شود و تنها یک روش خاص است که برای طراحی HPFRCC استفاده می‌شود. یکی دیگر از روش‌های طراحی که در فرمول‌های دیگر HPFRCC ها استفاده می‌شود، بر اساس توانایی مواد در تحمل بارگذاری لرزه‌ای است.

## کاربردها
کاربردهای پیشنهادی برای HPFRCCها شامل عرشه پل، لوله‌های بتنی، جاده‌ها، سازه‌های تحت بارهای لرزه‌ای و غیر لرزه‌ای و سایر کاربردهایی است که مصالح ساختمانی سبک، قوی و بادوام مورد نظر است.
ECC قبلاً توسط اداره حمل و نقل میشیگان برای وصله بخشی از عرشه پل خیابان گروو بریج بین ایالتی 94 استفاده شده است. پچ ECC به عنوان جایگزینی برای اتصالات انبساطی موجود قبلی که دو تکه عرشه را به هم متصل می کرد استفاده شد. اتصالات  انبساطی که معمولاً در پل ها برای اجازه دادن به انبساط و انقباض فصلی عرشه های بتنی استفاده می شوند، نمونه ای از یک روش ساخت و ساز در همه جا هستند که می توانند در نهایت با استفاده از بتن خم شونده حذف شوند.
سایر سازه های موجود متشکل از HPFRCC ها ، به طور خاص ECC ، شامل پل جاده کرتیس در آن آربور ، MI و پل میهارا در هوکایدو ، ژاپن است. عرشه پل میهارا ، متشکل از بتن قابل خم ، تنها پنج سانتی متر ضخامت دارد و طول عمر مورد انتظار یکصد سال دارد
اگرچه HPFRCC ها به طور گسترده در آزمایشگاه مورد آزمایش قرار گرفته و در چند پروژه تجاری تجاری به کار گرفته شده اند ، برای اثبات مزایای واقعی این ماده ، تحقیقات طولانی مدت بیشتر و کاربرد در دنیای واقعی مورد نیاز است.